# Richard Gebert
Richard Gebert (* 8. Oktober 1939 in Mannersdorf am Leithagebirge) ist ein ehemaliger österreichischer Politiker (SPÖ) und Gemeindesekretär. Gebert war von 1992 bis 1994 Abgeordneter zum Österreichischen Nationalrat und von 1995 bis 2002 Abgeordneter zum Niederösterreichischen Landtag.

## Leben
Nach dem Besuch der Pflichtschule und der Handelsschule arbeitete Gebert als kaufmännischer Angestellter und von 1959 bis 1964 als Landessekretär der Sozialistischen Jugend Niederösterreichs. Danach war er von 1964 bis 1968 Verbandssekretär der Sozialistischen Jugend Österreichs und im Anschluss von 1968 bis 1972 Geschäftsführer des Österreichischen Jugendherbergsverbandes. In der Folge war er als Gemeindesekretär in Schwadorf tätig.

## Politik
Gebert wurde 1967 zum Bürgermeister der Marktgemeinde Schwadorf gewählt, wobei er sein Amt bis 2008 ausübte. Er war innerparteilich zudem ab 1985 Mitglied des Bezirksvorstandes der SPÖ Schwechat und ab 1991 geschäftsführender Bezirksvorsitzender der SPÖ Schwechat. Zwischen dem 26. Februar 1992 und dem 6. November 1994 vertrat er die SPÖ im Nationalrat, danach war er vom 26. April 1995 bis zum 7. November 2002 Abgeordneter zum Niederösterreichischen Landtag.
Mit 41 Jahren, 1 Monat und 4 Tagen bei der Marktgemeinde Schwadorf war Richard Gebert dienstältester Bürgermeister Niederösterreichs.